# 小锥螺
小锥螺（学名：Turritella cingulifera）是一個海螺的物種，是锥螺科锥螺属的一种海洋腹足綱軟體動物。

## 分佈
本物種分佈於印度洋-太平洋海域，見於阿拉伯半島東部、東中國海、台灣及澳大利亚等地海域，常栖息在潮下帶浅海沙底。

## 外部連結
- 維基物種上的相關：小锥螺
- Hardy, Eddie. . Hardy's Internet Guide to Marine Gastropods. （原始内容存档于2020-06-28） （英语）.